# Tercera División Grupo 1
De Tercera División RFEF Grupo 1 is een van de regionale divisies van de Tercera División RFEF, de vijfde  voetbaldivisie van Spanje. Het is de eerste Galicische divisie en de Tercera División RFEF Grupo 1 bevindt zich in dat opzicht onder de Segunda División RFEF en boven de Preferente Autonómica de Galicia die uit een Noordelijke en een Zuidelijke groep bestaat.

## Opzet
Er zijn 19 clubs die in een competitie tegen elkaar uitkomen. De kampioen promoveert automatisch en de nummers 2 t/m 5 spelen play-offs om één plaats in de Segunda División RFEF. De nummers 17, 18 en 19 dalen af naar de Preferente.
Alondras CF ·
CD Areintero ·
Arosa SC·
UD Atios ·
CSD Arzúa ·
CD As Pontes ·
CD Barco ·
Bergantiños CF ·
CD Choco ·
CD Estradense ·
Deportivo Fabril ·
SD Fisterra ·
Ourense CF ·
UD Ourense ·
UD Paiosaco ·
Polvorín FC ·
CD Pontellas ·
Rápido Bouzas ·
CD Ribadumia ·
Silva SD ·
UD Somozas ·
RC Vilalbés ·
AE Vista Alegre CF · 
Viveiro CF